# Zwei Frauen (Mulisch)
Zwei Frauen (niederl. Twee Vrouwen) ist ein Roman des niederländischen Autors Harry Mulisch. Im Original erschien das Werk 1975, in der deutschen Übersetzung fünf Jahre später. 
Der Roman erzählt aus der Perspektive Lauras die tragische Liebesgeschichte zwischen ihr, einer Museumsangestellten in den Dreißigern, und der zwanzigjährigen Sylvia, die sie eines Tages vor einem Schaufenster in Amsterdam kennenlernt und mit der sie die erste lesbische Beziehung ihres Lebens eingeht. Zuvor war Laura mit dem Theaterkritiker Alfred verheiratet, der sie aufgrund ihrer Unfruchtbarkeit verlassen hatte und mittlerweile Vater zweier Kinder ist. Nach einem Gespräch der beiden Frauen über die Bedeutung des Kinderkriegens (Laura sieht darin die einzige Möglichkeit, sich von ihrer Mutter abzunabeln) und das Ende von Lauras Beziehung zu Alfred reift in Sylvia der Entschluss, sich von diesem schwängern zu lassen und das Kind gemeinsam mit Laura aufzuziehen. Ohne beiden ihre Beweggründe mitzuteilen, beginnt sie mit Alfred eine Affäre und brennt mit diesem nach Großbritannien durch. Die Geschichte endet, als Sylvia schwanger zu Laura zurückkehrt, tags darauf jedoch von Alfred umgebracht wird.
Laura erzählt die Geschichte von ihr und Sylvia, während sie auf dem Weg nach Nizza ist, wo ihre Mutter kurz zuvor verstorben ist. Dieses Element der Beziehung von Mutter und Tochter wird von Mulisch ins Zentrum der Erzählung gerückt, zudem finden sich verschiedene Anknüpfungspunkte an die griechische Mythologie. Nicht nur schwingt der Mythos des Ödipus mit, auch die tragische Geschichte von Orpheus und Eurydike wird thematisiert. Die Schaufensterszene als erstes Kennenlernen der Protagonistinnen hat Mulisch seiner eigenen Biographie entnommen. 
Zwei Frauen wurde 1977 verfilmt. Die Hauptrollen spielten Bibi Andersson (Laura), Sandrine Dumas (Sylvia) und Anthony Perkins (Alfred), Regie führte George Sluizer.  

## Deutsche Ausgabe
Harry Mulisch: Zwei Frauen Roman. Dt. von Siegfried Mrotzek Reinbek bei Hamburg 2000, ISBN 3-499-22659-6

## Film
- Twee vrouwen bei IMDb